# Sébastien Lefebvre

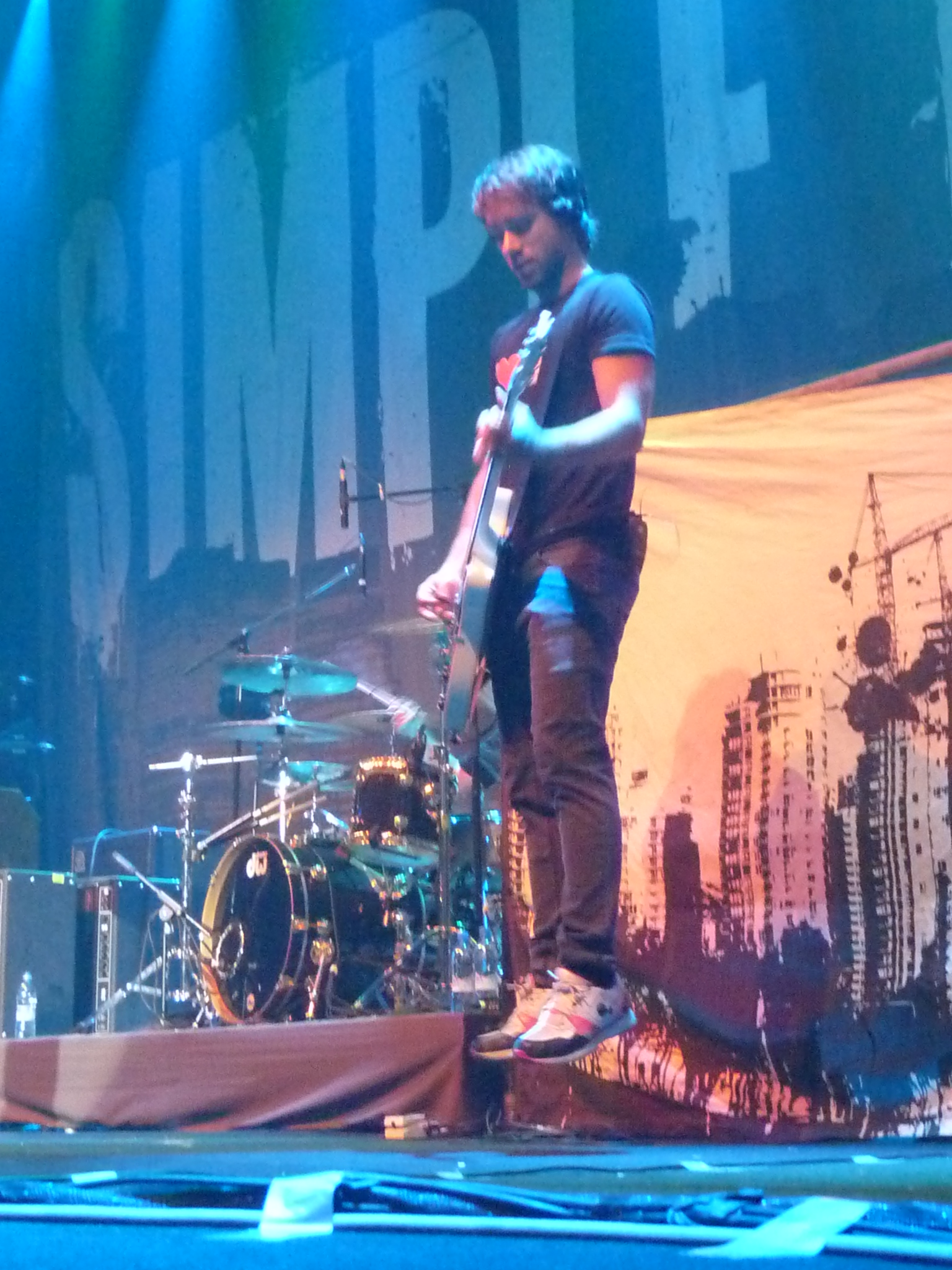
Lefebvre in Moskau, 18. August 2009

Gaétan-Jean Sébastien Lefebvre Pépin (* 5. Juni 1981 in Laval, Québec) ist ein kanadischer Musiker. Er ist Rhythmusgitarrist und Hintergrundsänger der Pop-Punk-Band Simple Plan.

## Karriere
Lefebvre, Frankokanadier, ist der Sohn von Lorraine Pépin, eine Kinderpsychologin, und Jean Lefebvre. Er hat einen älteren Bruder Jay und zwei jüngeren Schwestern Andrée-Anne und Héloise. Er besuchte das Collège Beaubois in Pierrefonds, Montreal West Island mit seinen Bandkollegen Chuck Comeau, Jeff Stinco und Pierre Bouvier.
Als Teenager lehrt Lefebvre sich selber das Gitarre spielen. Er schaute sich die Griffe von Billie Joe Armstrong ab, dem Sänger und Gitarristen von Green Day.
Seit 2006 ist Lefebvre ein festes Mitglied der „Man of the hour“-Radioshow auf idobi Radio, in der er mit Patrick (Webmaster, Fotograf und Merchmann von Simple Plan) donnerstags eine Stunde den Radiosender übernimmt.

## Filmografie
Direktor
- Simple Plan: Simple Plan (2008) (v)
- Simple Plan: Still Not Getting Any… (2004) (V)
- Simple Plan: A Big Package for You (2003) (V)

Schauspieler
| Jahr | Titel                                            | Rolle               | Bemerkungen |
| ---- | ------------------------------------------------ | ------------------- | ----------- |
| 2003 | The New Tom Green Show                           |                     | Eine Folge  |
| 2003 | Simple Plan: A Big Package for You               | Sich selbst         |             |
| 2004 | Ein verrückter Tag in New York (New York Minute) | Sich selbst         |             |
| 2004 | Simple Plan: Still Not Getting Any...            | Sich selbst         |             |
| 2004 | Punk Rock Holocaust                              | Sich selbst         |             |
| 2005 | Simple Plan: MTV Hard Rock Live                  | Sich selbst         |             |
| 2008 | Simple Plan: Simple Plan                         | Sich selbst         |             |
|      | What's New, Scooby Doo?                          | Sich selbst (voice) | Eine Folge  |

## Diskografie
Mit Simple Plan
- 2002: No Pads, No Helmets...Just Balls
- 2004: Still Not Getting Any...
- 2008: Simple Plan
- 2011: Get Your Heart On!

Solo Projekt
- 2009: You Are Here/Vous Êtes Ici.
- 2011: Les Robots